# 奥尻町国民健康保険病院
奥尻町国民健康保険病院（おくしりちょうこくみんけんこうほけんびょういん）は、北海道奥尻郡奥尻町にある医療機関。奥尻町国民健康保険病院事業の設置等に関する条例（昭和42年3月15日条例第4号）に基づき奥尻町が運営する、町内唯一の病院である。救急告示医療機関であり、3次救急については救命救急センターのある市立函館病院と連携して対応している。また、えんどう桔梗マタニティクリニックとモバイル機器を用いて連携をしている

## 診療科
- 内科
- 小児科
- 外科
- 産婦人科
- 眼科
- 耳鼻咽喉科
- 歯科
- 歯科口腔外科

## 医療機関の指定等
- 保険医療機関
- 救急告示医療機関
- 労災保険指定医療機関
- 身体障害者福祉法指定医の配置されている医療機関
- 特定疾患治療研究事業委託医療機関
- 原子爆弾被害者医療指定医療機関
- 小児慢性特定疾患治療研究事業委託医療機関

## 費用負担
- 届出によると、差額ベッドはない。

## 交通アクセス
- 奥尻町営バス南部方面・北部方面で「奥尻病院前」下車。

## 奥尻町国民健康保険青苗診療所
奥尻町国民健康保険病院事業の設置等に関する条例第2条第2項により、病院とともに設置が定められている無床の診療所である。診療科は内科、小児科、外科。月曜・火曜・木曜・金曜（不定期）診療を行っている。

### 交通アクセス
- 奥尻町営バスで青苗郵便局下車。